# Albert Kligman
Albert Montgomery Kligman (17 de Março de 1916 – 09 de Fevereiro de 2010) foi um dermatologista que, juntamente com James Fulton em 1969, co-inventou o Retin-A, um famoso remédio para acne. Suas pesquisas na área dermatológica foram tão importantes, que existe um prêmio nomeado em sua homenagem: O Prêmio Albert Kligman é entregue a cada dois anos a três jovens pesquisadores, de até 35 anos, por apresentações de pesquisas inovadoras no campo da dermatologia, cosmetologia e diagnóstico por imagem.
Kligman também tornou-se notório por conta de uma pesquisa médica eticamente questionável que realizou em detentos da Prisão de Holmesburg, na Filadélfia. Entre 1951 e 1974, Kligman testou produtos dermatológicos nos prisioneiros desta cadeia. Ele remunerava suas cobaias, mas não as informava sobre a toxicidade dos produtos, ou garantia sua segurança. Centenas de pacientes foram intencionalmente expostos a patógenos que causavam infecções, como herpes ou pé-de-atleta. Em 2000, 300 deles processaram Kligman e seus colaboradores, mas o caso não foi aceito pela Justiça.

## Descobertas e Contibuições
Kligman escreveu vários artigos sobre condições dermatológicas comuns, como Pé de atleta e Caspa. Ele também trabalhou na intersecção de cosméticos e medicina.
A identificação do uso da tretinoína junto ao Dr. James E. Fulton e ao Dr. Gerd Plewig como um tratamento para acne e rugas foi talvez sua contribuição mais conhecida para a dermatologia. Vendido como Retin-A, essa inovação rendeu royalties significativos a Kligman. Ele foi um generoso defensor do departamento de dermatologia da Universidade da Pensilvânia, tendo doado mais de US $ 4 milhões até 1998
Foi ele quem cunhou o termo "cosmecêutico" como descrição de um produto cosmético que exerce um benefício terapêutico na aparência da pele, mas não um efeito que seja necessariamente biológico na sua função, o que o classificaria como medicamento.